# Морсаско
Морсаско (італ. Morsasco, п'єм. Morzasch) — муніципалітет в Італії, у регіоні П'ємонт,  провінція Алессандрія.
Морсаско розташоване на відстані близько 450 км на північний захід від Рима, 85 км на південний схід від Турина, 28 км на південь від Алессандрії.
Населення — 687 осіб (2014).
Щорічний фестиваль відбувається 24 серпня. Покровитель — святий Варфоломій.

## Демографія
Населення за роками:

Станом на 1 січня 2023 року в муніципалітеті офіційно проживали 22 іноземці з 11 країн, серед них 11 громадян країн Євросоюзу.

## Сусідні муніципалітети
- Кремоліно
- Орсара-Борміда
- Праско
- Стреві
- Тризоббіо
- Візоне